# Piotr Stopyra
Piotr Stopyra, ps. „Lech” (ur. 24 czerwca 1894 w Grodzisku, zm. 10 kwietnia 1929 tamże) – podporucznik Legionów Polskich, działacz niepodległościowy, kawaler Orderu Virtuti Militari.

## Życiorys
Urodził się 24 czerwca 1894 w miasteczku Grodzisko, w ówczesnym powiecie łańcuckim Królestwa Galicji i Lodomerii, w rodzinie Jana i Elżbiety z domu Szklana. W Rzeszowie ukończył gimnazjum. W 1912 był jednym z założycieli Związku Strzeleckiego okręgu rzeszowskiego. Od 1913 na Uniwersytecie Jana Kazimierza we Lwowie był studentem na wydziale prawa. W tym samym roku ukończył Szkołę Podoficerską, a od października członek lwowskiego oddziału Związku Strzeleckiego. Równocześnie ze wstąpieniem do Związku Strzeleckiego rozpoczął kurs w szkole oficerskiej. 
6 sierpnia 1914 wstąpił w szeregi Legionów Polskich i został przydzielony w 1 Kompanii Kadrowej do 1 pułku piechoty Legionów Polskich. Uczestniczył w wyprawie na Kielce. 24 grudnia 1914 biorąc udział w bitwie pod Łowczówkiem podczas której dowodził plutonem, dał przykład ogromnej odwagi swoim podwładnym powstrzymując kilkakrotne ataki żołnierzy wroga, które były skierowane na pozycje legionowe. Podczas dalszych walk pułku, oddział którym dowodził zawsze wzorowo prowadził do ataku, aż do momentu otrzymania ciężkiej rany w której stracił lewą rękę. Za waleczność i poświęcenie okazane podczas walk z wrogiem wyróżniony został nadaniem Krzyża Srebrnego Orderu Wojskowego Virtuti Militari.
Będąc inwalidą wojskowym w sierpniu 1918 otrzymał zwolnienie z wojska. Powrócił do rodzinnego miasta, gdzie od 1921 prowadził hurtownię tytoniu. Zmarł w Grodzisku i spoczął na miejscowym cmentarzu. 
Był żonaty z Anną z Jarischów (1895–1966), z którą miał trzech synów: Jana (1920–1985), Bronisława (1922–2011) i Adolfa (1924–1935).

## Ordery i odznaczenia
- Krzyż Srebrny Orderu Wojskowego Virtuti Militari nr 7197[3] – 17 maja 1922[7][1]
- Krzyż Niepodległości – pośmiertnie, 25 lipca 1933 „za pracę w dziele odzyskania niepodległości”[8][3][4]